# 후궁 (한국)
한국에서 후궁 제도에 대해 자세한 기록이 나오는 것은 고려시대부터이다. 이전 삼국시대에도 후궁을 두었던 흔적은 보이나 제대로 된 기록은 나오지 않는다.

## 조선시대 왕의 후궁
후궁은 내관과 궁관으로 나뉜다. 또 후궁은 내명부(內命婦)에 속하는데, 내명부의 으뜸은 중전이다.
<내관>
1. 정1품 빈(嬪)
2. 종1품 귀인(貴人)
3. 정2품 소의(昭儀)
4. 종2품 숙의(淑儀)
5. 정3품 소용(昭容)
6. 종3품 숙용(淑容)
7. 정4품 소원(昭媛)
8. 종4품 숙원(淑媛)

<궁관>

## 조선시대 세자의 후궁
세자궁으로 불리며 내명부처럼 내관과 궁관으로 나뉜다. 세자궁의 수장은 세자빈이다. 세자빈은 빈(嬪)으로 정1품이 아니냐라는 생각을 할 수 있지만, 무품이다. 세자가 즉위를 하면 내명부의 으뜸인 중전으로 승격된다.
<내관>
1. 종2품 양제(良娣)
2. 종3품 양원(良媛)
3. 종4품 승휘(承徽)
4. 종5품 소훈(昭訓)

<궁관>
1. 종6품 수규, 수칙
2. 종7품 장찬, 장정
3. 종8품 장서, 장봉
4. 종9품 장장, 장식, 장의